# 1698 год
1698 (ты́сяча шестьсо́т девяно́сто восьмо́й) год  по григорианскому календарю — невисокосный год, начинающийся в среду. Это 1698 год нашей эры, 8‑й год 10‑го десятилетия XVII века 2‑го тысячелетия, 9‑й год 1690‑х годов. Он закончился 327 лет назад.
| Пн | Вт | Ср | Чт | Пт | Сб | Вс |
|    |    | 1  | 2  | 3  | 4  | 5  |
| 6  | 7  | 8  | 9  | 10 | 11 | 12 |
| 13 | 14 | 15 | 16 | 17 | 18 | 19 |
| 20 | 21 | 22 | 23 | 24 | 25 | 26 |
| 27 | 28 | 29 | 30 | 31 |    |    |

| Пн | Вт | Ср | Чт | Пт | Сб | Вс |
|    |    |    |    |    | 1  | 2  |
| 3  | 4  | 5  | 6  | 7  | 8  | 9  |
| 10 | 11 | 12 | 13 | 14 | 15 | 16 |
| 17 | 18 | 19 | 20 | 21 | 22 | 23 |
| 24 | 25 | 26 | 27 | 28 |    |    |

| Пн | Вт | Ср | Чт | Пт | Сб | Вс |
|    |    |    |    |    | 1  | 2  |
| 3  | 4  | 5  | 6  | 7  | 8  | 9  |
| 10 | 11 | 12 | 13 | 14 | 15 | 16 |
| 17 | 18 | 19 | 20 | 21 | 22 | 23 |
| 24 | 25 | 26 | 27 | 28 | 29 | 30 |
| 31 |    |    |    |    |    |    |

| Пн | Вт | Ср | Чт | Пт | Сб | Вс |
|    | 1  | 2  | 3  | 4  | 5  | 6  |
| 7  | 8  | 9  | 10 | 11 | 12 | 13 |
| 14 | 15 | 16 | 17 | 18 | 19 | 20 |
| 21 | 22 | 23 | 24 | 25 | 26 | 27 |
| 28 | 29 | 30 |    |    |    |    |

| Пн | Вт | Ср | Чт | Пт | Сб | Вс |
|    |    |    | 1  | 2  | 3  | 4  |
| 5  | 6  | 7  | 8  | 9  | 10 | 11 |
| 12 | 13 | 14 | 15 | 16 | 17 | 18 |
| 19 | 20 | 21 | 22 | 23 | 24 | 25 |
| 26 | 27 | 28 | 29 | 30 | 31 |    |

| Пн | Вт | Ср | Чт | Пт | Сб | Вс |
|    |    |    |    |    |    | 1  |
| 2  | 3  | 4  | 5  | 6  | 7  | 8  |
| 9  | 10 | 11 | 12 | 13 | 14 | 15 |
| 16 | 17 | 18 | 19 | 20 | 21 | 22 |
| 23 | 24 | 25 | 26 | 27 | 28 | 29 |
| 30 |    |    |    |    |    |    |

| Пн | Вт | Ср | Чт | Пт | Сб | Вс |
|    | 1  | 2  | 3  | 4  | 5  | 6  |
| 7  | 8  | 9  | 10 | 11 | 12 | 13 |
| 14 | 15 | 16 | 17 | 18 | 19 | 20 |
| 21 | 22 | 23 | 24 | 25 | 26 | 27 |
| 28 | 29 | 30 | 31 |    |    |    |

| Пн | Вт | Ср | Чт | Пт | Сб | Вс |
|    |    |    |    | 1  | 2  | 3  |
| 4  | 5  | 6  | 7  | 8  | 9  | 10 |
| 11 | 12 | 13 | 14 | 15 | 16 | 17 |
| 18 | 19 | 20 | 21 | 22 | 23 | 24 |
| 25 | 26 | 27 | 28 | 29 | 30 | 31 |

| Пн | Вт | Ср | Чт | Пт | Сб | Вс |
| 1  | 2  | 3  | 4  | 5  | 6  | 7  |
| 8  | 9  | 10 | 11 | 12 | 13 | 14 |
| 15 | 16 | 17 | 18 | 19 | 20 | 21 |
| 22 | 23 | 24 | 25 | 26 | 27 | 28 |
| 29 | 30 |    |    |    |    |    |

| Пн | Вт | Ср | Чт | Пт | Сб | Вс |
|    |    | 1  | 2  | 3  | 4  | 5  |
| 6  | 7  | 8  | 9  | 10 | 11 | 12 |
| 13 | 14 | 15 | 16 | 17 | 18 | 19 |
| 20 | 21 | 22 | 23 | 24 | 25 | 26 |
| 27 | 28 | 29 | 30 | 31 |    |    |

| Пн | Вт | Ср | Чт | Пт | Сб | Вс |
|    |    |    |    |    | 1  | 2  |
| 3  | 4  | 5  | 6  | 7  | 8  | 9  |
| 10 | 11 | 12 | 13 | 14 | 15 | 16 |
| 17 | 18 | 19 | 20 | 21 | 22 | 23 |
| 24 | 25 | 26 | 27 | 28 | 29 | 30 |

| Пн | Вт | Ср | Чт | Пт | Сб | Вс |
| 1  | 2  | 3  | 4  | 5  | 6  | 7  |
| 8  | 9  | 10 | 11 | 12 | 13 | 14 |
| 15 | 16 | 17 | 18 | 19 | 20 | 21 |
| 22 | 23 | 24 | 25 | 26 | 27 | 28 |
| 29 | 30 | 31 |    |    |    |    |

## События
См. также: Категория:События 1698 года
- 1683—1699 — Польско—турецкая война (часть Великой турецкой войны)[1]. 
  - 8—9 сентября — вторая битва под Подгайцами (см. 1667 год)[2].
- 1683—1699 — Австро—турецкая война (часть Великой турецкой войны)[3].
  - 1698—1699 — Карловицкий конгресс, созван для заключения мирного договора между Османской империей и государствами, входящими в "Священную лигу" (Священная Римская империя, Венецианская республика, Речь Посполитая и Русское государство)[4].
- 1684—1699 — Турецко-венецианская война (часть Великой турецкой войны)[5].
- 1686—1700 — Русско-турецкая война (часть Великой турецкой войны)[6].
- 1698—1699 — начались волнения крестьян в Лифляндии и Эстляндии.
- Октябрь — Собор в Алба-Юлии. Собор духовенства Православной церкви Трансильвании, проходивший в Дьюлафехерваре (в настоящее время — Алба-Юлия), на котором была заключена уния с Римско-католической церковью[7].
- Закон в Англии предписывал беднякам, получавшим пособие, носить нарукавные знаки.
- Началось строительство города Нёф-Бризах во Франции.

## Русское государство
Царствование: 1682—1725 — Пётр I Алексеевич
- Русское «Великое посольство» Петра I Алексеевича в Европе[8].
  - Январь—апрель — Пётр I с небольшой свитой посольства побывал в Англии, где встречался с королём Вильгельмом III Оранским и епископом Дж. Бернетом, посетил Монетный двор, Тауэр в Лондоне, английский парламент, Оксфордский университет[8].
  - Июнь — июль — Пётр I в Вене, где встретился с императором Священной Римской империи Леопольдом I, показал бесперспективность попыток сохранения единой анти турецкой коалиции, вследствие чего России пришлось отказаться от активных действий на Юге[8].
  - Стрелецкое восстание вынудило царя прервать путешествие и отменить посещение Венеции[8].
  - Июль — Пётр Великий выехал в Россию. На обратном пути в г. Рава-Русская 30 июля произошла встреча Петра I с новым польским королём Августом II Сильным, положившая начало союзу против Швеции[8].
  - 25 августа — Пётр I прибывает в Москву[8].
- Стрелецкий бунт в Москве[9]. 
  - Весна — часть стрельцов (175 чел.) различных городов самовольно отделились от основной массы и прибыла в Москву для дачи челобитной о выдаче им жалования, что было расценено властями, как бунт[9].
  - Весна — стрельцы, вернувшиеся к своим полкам, стали агитировать идти в Москву, ссылаясь на призыв находившейся в Новодевичьем монастыре в заточении царевны Софьи Алексеевны[9].
  - Боярская комиссия, управлявшая Москвой в отсутствии царя, распорядилось направить московские стрелецкие полки, не участвовавшие в бунте (около 2, 2 тыс. чел.) в разные города для наведения порядка[9].
  - 6 (16) июня — бунтующие стрельцы соединились на р. Двина в Торопецком уезде, отказались подчиняться полковникам, выбрали из своей среды сотников, пятидесятников и десятников и направились к столице[9].
  - Власти направили царевича Алексей Петровича под защиту в Троице-Сергиев монастырь и выступили против бунтовщиков[9].
  - 18 (28) июня — после нескольких отказов сложить оружие, стрельцы были рассеяна огнём артиллерии под стенами Ново-Иерусалимского монастыря[9].
  - Август—сентябрь — проведено расследование о бунте (1698, 1699, 1700 и 1707), в том числе и Петром I срочно вернувшимся из-за границы[9].
  - Сентябрь — казнь стрельцов. Казнено свыше 1,3 тыс. человек, многие сосланы (отражено в картине "Утро стрелецкой казни" В.И. Сурикова)[9].
  - Патриарх Адриан попытался остановить казни, но реакцией на публичную проповедь о милосердии стали новые казни[10].
  - 21 (31) октября — царевна Софья Алексеевна насильно пострижена в монахини с именем Сусанна[11].
  - Осень—зима — стрельцы московского гарнизона, не участвовавшие в Стрелецком бунте, вместе с семьями были высланы из столицы и записаны в посадские люди, однако в начале 1700-х годов многие из них вновь были приняты на военную службу[9].
- Евдокия Фёдоровна Лопухина, после возвращения Петра I из-за границы, сослана в Покровский девичий монастырь в Суздаль, где в следующем 1699 году насильно пострижена с монахини под именем Елена[12].  
  - Патриарх Адриан отказывается постричь в монахини Е.Ф. Лопухину, что осложнило его и церковные отношения с Петром I[10].
  - За отказ, началось разграбление церкви и лишение её привилегий. В ответ на меры светской власти патриарх Адриан утвердил свод документов о правах церкви[10].
  - Царевич Алексей Петрович разлучён с матерью, что стало серьёзной для него травмой[13].
- 19 ноября — на воронежской верфи под руководством Петра I начал строиться 58-пушечный корабль, у которого киль имел особую форму. Чертежи этого судна царь сделал сам. Корабль получил имя «Гото Предестинация» («Божье Предвидение»).
- Посольства Паткуля от Августа в Москву и Копенгаген для организации коалиции против Швеции.
- Атласов Владимир Владимирович первым из землепроходцев вышел к Тихому океану и положил начало открытию Курильских островов[14].

### Города и поселения
- 12 (22) сентября — после Азовских походов 1695-1696 годов, по решению Пушкарского приказа, заложен порт по проэкту М. Симонта и одновременно начато строительство Троицкой крепости на Таган-Роге[15].
- Первое упоминание города-крепости Петровск.
- Первое упоминание города Мелекесс (ныне — Димитровград).
- Первое упоминание о деревне Рассказово (сов. г. Рассказово)[16].
- Вероятно, до 1698 года, Урюпинск перенесён на современное место (см. 1674 год)[17].

### Руководители приказов[18]
| Года      | Приказ             | Ф,И,О главы                  | Примечания  |
| --------- | ------------------ | ---------------------------- | ----------- |
| 1689-1701 | Стрелецкий приказ  | Троекуров Иван Борисович     |             |
| 1689-1699 | Посольский приказ  | Украинцев Емельян Игнатьевич |             |
| 1697-1700 | Иноземский приказ  | Шеин Алексей Семёнович       |             |
| 1697-1700 | Пушкарский приказ  | Шеин Алексей Семёнович       |             |
| 1697-1700 | Рейтарский приказ  | Шеин Алексей Семёнович       |             |
| 1698-1702 | Аптекарский приказ | Возницын Прокофий Богданович | Думный дьяк |

#### Воеводы[22]
| Года      | Город    | Ф,И,О воеводы                 | Примечания      |
| --------- | -------- | ----------------------------- | --------------- |
| 1697-1699 | Азов     | Прозоровский Алексей Петрович | Боярин          |
| 1697-1699 | Азов     | Ларионов Иван Семёнович       | Думный дворянин |
| 1696-1698 | Арзамас  | Сумароков Степан Акимович     | Стольник        |
| 1698-1699 | Арзамас  | Козлов Иван Карпович          |                 |
| 1697-1700 | Белгород | Долгоруков Яков Фёдорович     |                 |

## Начало правления
См. также: Список глав государств в 1698 году
- 1698—1727 — Курфюрст Ганновера Георг.
- Около 1698—1836 — Династия Мазруи в Момбасе.

## Наука
- Томас Севери построил первую практически применимую паровую машину («огненный насос»).

## Родились

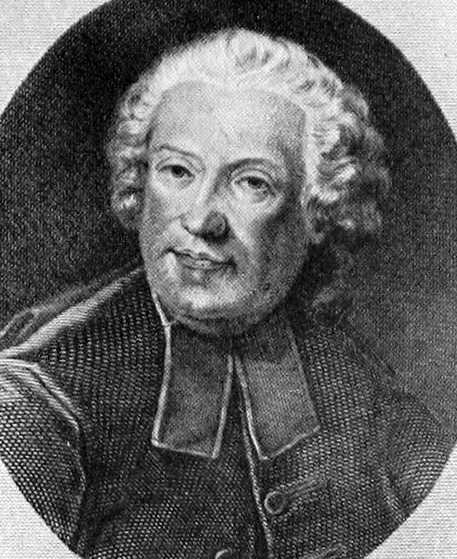
Метастазио

См. также: Категория:Родившиеся в 1698 году
- 13 января — Метастазио, итальянский драматург (умер в 1782 году).
- 16 февраля — Пьер Бугер, французский математик и астроном, отец «корабельной архитектуры» (умер в 1758 году).
- 19 июля — Иоганн Якоб Бодмер, швейцарский писатель, филолог, литературный критик, переводчик Гомера и Мильтона (умер в 1783 году).

## Скончались
См. также: Категория:Умершие в 1698 году
- Пётр Дорофеевич Дорошенко — гетман Правобережной Украины (1665—1667).
- Франческо Д'Андреа (1625-1698) — итальянский юрист, философ и политик.